# ダンジョンクルセイダーズ2 〜永劫の楽土〜
『ダンジョンクルセイダーズ2 〜永劫の楽土〜』（ダンジョンクルセイダーズツー えいごうのらくど）は、2008年12月19日にアトリエかぐや TEAM HEART BEATから発売された18禁恋愛アドベンチャー・RPGである。

## 概要
本作は『アイオーン・シリーズ』の1作で、前作から約100年後の物語であり、『マジカルウィッチアカデミー』と同時代・同時期の物語である。そのため、ツカサ・シルヴィアの2人は共通して登場する同一人物であり、また、『マジカルウィッチコンチェルト』の数年前の物語で、ロゼは同一人物である（ただし、同じアイオーン・シリーズの『淫皇覇伝アマツ -白濁の呪印-』とは共通点が少ない）。

## ストーリー
都市国家連合イムニス北部の小都市、グラキエストに存在する正体不明の巨塔「レヴェリアの角」は超古代の魔術が作り出した遺物ともされ、人目に触れたことのない財宝が眠っているといわれていた。多くの冒険者たちが富と名誉を求めて塔に挑んだが、誰一人として頂上にたどり着いたものはいなかった。そして一時の熱狂が去ったころ、「レヴェリアの角」に関してある噂がまことしやかにささやかれ始めた。それは「レヴェリアの角」の頂上には「永劫の楽土」と呼ばれる理想郷が存在するというものだった。噂は瞬く間に周辺国家に広がり、各国は噂の真相を突き止めるため調査員を派遣する。一方、国家間での紛争を調停するために作られた超国家的組織「天秤の守護者」は、各国が「レヴェリアの角」の覇権を巡り戦争に発展することを危惧していた。「天秤の守護者」のエージェント、アリオンは「レヴェリアの角」の調査と各国の調整のため、グラキエストへ派遣される。

## 登場キャラクター

### 主要人物
アリオン＝フェブリオ
本作の主人公。「レヴェリアの角」の頂上にあるといわれる「永劫の楽土」の秘密を探り、また「永劫の楽土」を巡って各国の争いが起きぬように「天秤の守護者」から派遣されたエージェント。
各メンバーがバラバラな出自を持つパーティーのリーダーとして人間関係に気を配るものの、女に節操がなく、仲間たちから下半身で物事を考えると評される。
エンデ
声：野神奈々
新興国家ベルナスから「レヴェリアの角」探索のため派遣された騎士。
ベルナス騎士団の秘術「霊合成」によって伝説の三騎士の力を手に入れた。加護を受ける「キングストンの三騎士」の絵本を常に持ち歩いている。任務に忠実で感情の変化に乏しく、騎士としてのプライドが高い。物語の進行とともに徐々に精神的に成長していき、人間らしくなっていく。
物語後半でベルナス騎士団によって「霊合成」が解かれ、突如空虚になってしまったエンデの心にミズチが付け込み操られてしまう。スロータに取り込まれていたキングストンの三騎士の霊の一部がエンデを正気に戻すものの、それを最後に「キングストンの三騎士」と完全に離れることになる。しかし最後に初めて三騎士と会うことができたエンデはベルナス騎士としてではなく自分自身としての自我を確立する。
カバネ＝ユエン＝ホムラ
声：春日アン
東方の帝国ホムラの第四皇女。人間の精を糧にして生きる魔族であるが、人間と共存している。
宮廷に勤めていた人間を殺し、国を追われた姉ミズチを捕獲するため「レヴェリアの角」を目指す。飄々とした性格で常に余裕の笑みを絶やさないが、ミズチのこととなると冷静ではいられなくなる。
趣味は釣りで、グラキエストに生息するノクスオオサケを多く釣り上げる姿を度々見かけられ、地元の釣り人から「女帝」と呼ばれている。
グリシーヌ＝ルフトハウゼル
声：金田まひる
魔法国家マギウスの学生。主席になるため課題として「レヴェリアの角」の秘密を探る家出少女。プライドが高く非常に高飛車な性格である。しかし、以前は名の知れた名家だったものの父親の代で没落したルフトハウゼル家を再興させるため人一倍勉学に励む努力家でもある。周囲から孤立してきたことが彼女の心の傷となっていたが、冒険を通じてアリオンたちに心を開き成長する。装備品の杖「フレミア」と帽子「スロータ」は父親の作った魔法道具で感情を持っている。あだ名はぐーりん。
塔の行く先々で自分の姿を映したサイン入りポスターを偉業として貼っており、あるしかけが施されている。
ミリア＝サルディン
声：風華
宗教国家オラシオンの司祭。「レヴェリアの角」の調査を行い、封印または破壊するために派遣された。オラシオン教では魔法を否定しており、そのため信者であるミリアは事あるごとに魔法的存在を封印しようとする。司祭であるが性には積極的で、胸元が大きく解放した服を着て町やダンジョンを闊歩する。4児の母親でもあり、愛するあまり近親相姦の関係を持っていることが作中で描かれている。夫とも手紙で度々連絡はしているが、お互い忙しいためか仲が良いとは言えないらしい。
レジーナ＝ノギア
声：水瀬沙季
グラキエスト警備隊見習いの少女。「レヴェリアの角」を探索する冒険者たちを管理するグラキエスト管理組合をきりもりしていたが、常識人が欲しかったアリオンに誘われて共に冒険することとなる。父親はグラキエスト警備隊の隊長だったが、探索に出かけたきり2年前から行方不明になっている。父親と再会してからもアリオンたちとともに冒険を続ける。頭に謎のひよこが2匹乗っかっている（名前は「ソドム」と「ゴモラ」）。
思っていることをストレートに言う主義で、たまにキツイことを言う。
ロゼ
声：このかなみ
放浪のモンスターハンター。元々「レヴェリアの角」に棲むあるモンスターを倒すためにグラキエストにやって来たのだが、カルディアにスカウトされともに行動している。男勝りな性格で大剣を自在に振り回すが、冷静で知的な面もある。
故郷が文化面の強い場所であり、性格上周りの者とウマが合わなかったため、自由を求めてモンスターハンターとして旅をしているというエピソードがある。
『マジカルウィッチコンチェルト』にも同様の設定で再登場する（グラキエストからそのままセルフィード群島に来ていた模様）。
シルヴィア＝ヴェスパー
声：深井晴花
ウィザーディア魔法学園の教師で次期筆頭魔導師。「永劫の楽土」を巡って各国の争いが起きぬよう密かに見張るためツカサと共に派遣された。同社のゲーム、『マジカルウィッチアカデミー』のヒロインでもある。明るく大雑把な性格で、性に対しても積極的だが一途な面があり、心に決めた相手以外とは性行為を行わない（今回の旅も、ツカサとの「子作り」も目的に入れている）。以前カルディアが目をつけていた財宝を横取りしたことがあり、恨まれている。闘技場ではダスクウォーカー姉弟の未知の魔術体系による攻撃に対処できず敗北。以後は、アリオンたちと行動を共にすることになる。
ナーダ
声：井村屋ほのか
「レヴェリアの角」の中にある町で出会う謎の少女。表情に乏しいがさびしがり屋で、アリオンたちをパパ、ママと呼ぶがグリシーヌに限ってはぐーりんと呼ぶ。捨て子として扱われていたが、その正体は魔氷石を原料にミズチによって作られた魔法生命体。人形を使って攻撃する。

### サブキャラクター
カルディア＝トロイメロール
声：紫苑みやび
「レヴェリアの角」の下層階に棲みつく盗賊「カルディア一家」のリーダー。シルヴィアに以前宝物を横取りされた因縁がある。金遣い、人使いが荒く、性格的にはダメなところが多いのだが手下たちからは慕われている。アリオン一行を追剥しようとするも敗北し、その後抱かれてからはアリオンに惚れてしまうもののなかなか素直になれないでいる。
ヒカゲ
声：立花十四郎
「カルディア一家」の一人。東方の国アマツ出身の剣士。忠義に厚く、失敗ばかりのカルディアをアイアンハイドと共に支えている。
アリオンと同レベルのむっつりスケベで、後に「心の友」と呼び合うようになり、いかがわしい場所に一緒に出入りしている。
アイアンハイド
声：こんつ
「カルディア一家」の一人。竜人族の異形の重戦士。いかつい顔をしているが料理、洗濯など「カルディア一家」の家事をこなす。人語を話すことができないが、ヒカゲとレジーナだけはなぜか話す内容を理解できる。
時々女性陣に花やクッキーなどをあげる時があり、女性陣のウケが良い。
ネイル＝ダスクウォーカー
声：水瀬沙季
夢占術師の村で生まれ育ったが、弟のトゥースと近親相姦を行ったため村を追放され、「レヴェリアの角」の中の街で暮らしている。弟を溺愛しており、他の男には目もくれない。闘技大会でアリオンに敗れたうえ侮辱され、寝込みを襲ったが、酔って凶暴になったアリオンに逆に襲われ、以来塔の街を追放されてしまう。休むこともできず迷宮を彷徨い続け、弱っていたところをミズチに付け込まれ操られてしまう。
トゥース＝ダスクウォーカー
声：こんつ
ネイルとほぼ同じ。
ルーファン
声：野神奈々
暇つぶしのために「レヴェリアの角」と自宅をゲートでつなぎ、大金と引き換えに冒険者たちに望んだ夢を見せている謎の魔族の少女。アリオンに助言をくれることもある。
ツカサ・ストロビラントゥス
声：井村屋ほのか
女学校として高名なウィザーディア魔法学院の唯一の男子生徒で、今回は保険医・エクレールの代理役兼お目付け役としてシルヴィアと共にレヴェリアの角に派遣される。同社のゲーム、『マジカルウィッチアカデミー』の主人公でもある。魔眼「アウグストの眼」は完全に制御しているが、危機的な状況に陥らない限りは使用せず、周囲にも隠し通すようにシルヴィアから厳命されている（前作では眼を合わせた女性を無意識に欲情させていたが、今回では眼を合わせ、言葉の発する通りに行動させる「言霊」みたいな能力を使用している）。
容姿端麗でカバネとミリアからも可愛がられているが、グリシーヌからは「試験免除の特待入学で、首席レベルの秀才」という理由から一方的にライバル視されている。
ミズチ＝マオ＝ホムラ
声：紫苑みやび
東方の帝国ホムラの元皇女。カバネの姉。宮廷に勤める人間を虐殺したことで国を追われ、「レヴェリアの角」に流れ着く。人間の生の魂を食べるという一族の禁忌を破り、精神に異常をきたすようになる。魔族として永遠に近い年月を過ごさなくてはならないことに倦み、「永劫の楽土」の噂を流して冒険者を集め、その欲望を利用して世界の崩壊を目論む。
グスタフ＝ノギア
声：滑川菊太郎
レジーナの父親。グラキエスト警備隊の隊長をしていたが、2年前に行方不明となる。実際はゲート前に巣くっていた魔物のせいで帰るに帰れなくなり、塔の街に住んでいた。筋肉質の酒豪で、アリオンを大層気に入っている。アリオン曰く「ヤクい」。
リーブス＝ドーンシーカー
声：立花十四郎
夢占術師の村出身の老人。追放されたダスクウォーカー姉弟を不憫に思い、彼らを見守っている。
フレミア / スロータ
グリシーヌの所有する魔法具で、杖がフレミアで帽子がスロータ。
普段は装備品としてグリシーヌに使役されているが、実は父親のルフトハウゼル卿が娘を護るためだけの目的で名誉を捨ててまで長い時をかけて製作した魔術機能の粋を集めて製作した「非公式の最高傑作」であり、娘のグリシーヌの身に危機が訪れると、フレミアは「火の鳥」に、スロータは「大顎の大鮫」へと変化する。その時の戦闘力は一騎当千にひとしく、魔物の軍勢も屠ることができる。
キングストンの三騎士
声：こんつ、立花十四郎、滑川菊太郎
アイオーン中央大陸の歴史において名高い三人組の騎士達で、リーダー格の「ダルトン」、ニヒルな「ルイス」、寡黙な「シェーン」の3人の騎士で、霊合成によりエンデの魂と同化しており、エンデが寝ている時のみ絵本を触媒にして姿を表す。エンデがこの三騎士の物語が大好きだから霊合成に成功したと3人は語っている。
彼らの物語は英雄譚として語り継がれているが、実際は行き当たりばったりのやけくそなものばかりで、本人達もかなり美談化されていると苦笑している。エンデには女の子らしく生きて欲しいと父親さながらに見守っている。
イリス
ウィザーディア魔法学院創設者にして学院長、そしてアイオーン中央大陸魔法協会相談役。 その正体は本シリーズの世界を統べる守護神である「天空の三女神」の長女にして「天空と大地を統べる精霊王」である「イリスティア・ヴァルス・ウィザー」その人。今回はアイオーン中央大陸魔法協会相談役の立場上、シルヴィアとツカサにレヴェリアの角の調査任務を与えた。時折転移魔法でツカサたちの下を訪れてはちょっとしたクエストを与える。
今回声優はなく、会話のみの登場である。

## ゲームシステム
ゲームパートは典型的な3DダンジョンRPGである。舞台が塔であるため、上へと昇るようになっている。

### ダンジョン
- システムは前作と比較してセーブポイントが設けられたためダンジョンでのセーブが可能になり、ジョイパッドでの操作も標準対応している。
- 前作では街への帰還がどの場所からでも可能だったが、本作は出入口・帰還ゲート・帰還アイテムの3通りでしか帰還できない。
- 本作の3Dダンジョンの1フロアのマップは、前作と比較して概ね半分程度に縮小されている。
- 画面右上に敵遭遇のエンカウント確率ゲージがあり、いつ敵に遭遇するかを把握する事が出来る（一部のフロアではエンカウント確率が固定される）。

### パーティ構成
- ゲーム開始時のパーティはアリオン・エンデ・カバネ・ミリア・レジーナ・グリシーヌの6人であり、物語が進むにつれて最大9人まで増える。ダンジョンへ入る際はパーティのうち5人を選択しなければならない。
- 前作では並び順は固定されていたが、本作は前列ー後列の並び順が自由に変更できる。

### キャラクター
- クラスもしくはジョブに相当する概念はなく、キャラクター毎に取得可能スキルは固定。
- キャラクターの装備品は設定どおりに固定されており、主に「アクセサリー」や「魔氷石」で変更する。
- 魔氷石はキャラクター毎に3つまで装備可能で、「魔術師の店」で融合する事ができる他、特定の魔氷石を組み合わせる事により特殊能力を発現させる事ができる。
- LVアップ時に各種ステータスが上昇する。なお、上昇値は固定。
- スキルポイント(1SP)もLVアップの際に増える。

### スキル
- スキルポイント(1SP)を消費してスキルを取得する。
- スキルは主に「スキルを習得する」にて1SPずつ振り分けて習得し(最大10SP)、ある一定のスキルポイントまで上昇すると新たなスキルを習得する事が出来る。
- 魔法は戦闘中もしくは移動中に使用可能で、使用する際にMPを消費する。

## スタッフ
- 原画：M&M
- シナリオ：神無月ニトロ / ひらいでらく / 泉教 / ながぢ / 他
- 企画：桐生タツヒコ / うつろあくた